# فهد المرداسي
فهد بن عدوان المرداسي (مواليد 16 أغسطس 1985)، هو حكم كرة قدم سعودي، أصبح حكم دولي لدى الفيفا منذ عام 2011. وقد أختير لإدارة مباريات في بطولة كأس آسيا 2015. تم تكليفه لقيادة نهائي كأس العالم للشباب 2015 في نيوزيلندا.
في شهر مايو 2018م، قررت الهيئة العامة للرياضة إيقافه مدى الحياة بسبب ثبوت ضلوعه في قضية فساد ورشوة.

## مسيرته التحكيمية
كان ضمن طاقم حكّام بطولة كأس آسيا 2015. وكان ضمن طاقم حكّام بطولة كأس العالم تحت 20 سنة 2015 وحكّم أربع مباريات، من ضمنها المباراة النهائية.
شارك المرداسي في بطولة كرة القدم في الألعاب الأولمبية الصيفية 2016 في ريو دي جانيرو. وحكم مباراة السويد ضد كولومبيا في مرحلة المجموعات، وانتهت بالتعادل الإيجابي 2-2.
وفي 2017، شارك المرداسي في كأس القارات 2017. وحّكم مباراة روسيا والمكسيك في دور المجموعات، وأنتهت بفوز المكسيك 2–1. وأشهر البطاقة الحمراء في تلك المباراة على اللاعب الروسي يوري جيركوف. وحّكم مباراة البرتغال والمكسيك في مباراة تحديد المركز الثالث والرابع، وأنتهت المباراة بفوز البرتغال 2–1. وأشهر فيه تلك المباراة بطاقتين حمراء الأولى على لاعب منتخب البرتغال نيلسون سيميدو، والثانية على لاعب منتخب المكسيك راؤول خيمينيز.

### إيقافه مدى الحياة
اختير المرداسي لتحكيم مباراة نهائي كأس خادم الحرمين الشريفين في 1 أبريل 2018. قبل أن يستبعده الاتحاد السعودي لكرة القدم بشكل مفاجئ قبل ساعات من موعد المباراة التي أقيمت في 12 مايو وفاز فيها الاتحاد على الفيصلي 3-1، واستبدله بالحكم الإنجليزي مارك كلاتنبرغ، وأشار إلى تحويله «للمباحث الإدارية للتحقيق معه». وأوضحت لجنة الانضباط والأخلاق، أن المرداسي تواصل مع رئيس نادي الاتحاد حمد الصنيع لطلب رشوة، لتمكين ناديه من الفوز بالمباراة. وأشارت إلى أن نادي الاتحاد رفع ما بحوزته إلى الاتحاد السعودي الذي أبلغ الهيئة العامة للرياضة، أعلى سلطة رياضية في البلاد. وتواصلت الهيئة مع الجهات المختصة، ليتم بعد ذلك التحفظ على الحكم فهد المرداسي وتحويله إلى المباحث الإدارية للتحقيق معه واستكمال الإجراءات الخاصة بذلك.
وأكد البيان «ثبوت التهمة» على المرداسي «بموجب اعترافه الشخصي بطلب الرشوة»، وعليه قررت اللجنة «حرمانه من المشاركة في أي نشاط يتعلق بكرة القدم مدى الحياة».

## الجوائز والإنجازات
- فاز بجائزة محمد بن راشد للإبداع في 2015.[16]
- حكّم نهائي كأس العالم للشباب 2015
- جائزة أفضل حكم في آسيا لعام 2015 [17]

## التحليل التحكيمي
بعد أنتهاء الإيقاف وحرمانه من التحكيم المحلي والدولي مدى الحياة إتجه إلى التحليل التحكيمي لقنوات SSC الرياضية السعودية.

## روابط خارجية
- فهد المرداسي على موقع Soccerway.com (الإنجليزية)
- فهد المرداسي على موقع أوليمبيديا (الإنجليزية)